# Rita Maria Matias
Rita Maria Cid Matias (Setúbal, 17 de octubre de 1998) es una politóloga y política portuguesa. Miembro del partido Chega!, es diputada electa en la Asamblea de la República, y vocal de la dirección nacional del partido. Fue responsable de la creación de Juventud Chega!, siendo la presidente de su dirección nacional.
Católica devota, se define como una joven conservadora de derecha, provida y defensora de los jóvenes.

## Primeros años y educación
Rita Matias nació en Setúbal el 17 de octubre de 1998. Es hija de Manuel Matias, expresidente del Partido Ciudadanía y Democracia Cristiana (PPV/CDC) y actual asesor parlamentario de André Ventura.
Es licenciada en Ciencias Políticas por el ISCTE - Instituto Universitario de Lisboa, siendo estudiante de Maestría en Ciencias Políticas y Relaciones Internacionales. Eligió como tema de su tesis de maestría, Chega y la integración del partido en la familia europea de la derecha radical, en la Facultad de Ciencias Sociales y Humanas de la Universidad NOVA.

## Trayectoria política
Rita Matias inició su actividad política estando aun en la Juventud Popular del CDS-Partido Popular, el cual terminó abandonando por no "identificarse con el proyecto y las ideas". Conoció a Chega a través de su padre, considerándolo inicialmente un partido populista y probablemente destinado al fracaso, y juzgando como un error la coalición del PPV con dicho partido. Con el tiempo cambió de opinión, y decidió alistarse como militante. En el segundo congreso de Chega, en Évora, fue invitada a incorporarse a la dirección del partido de la mano de André Ventura. Allí presentó una moción que pedía una «Cuarta República, basada en los valores de la familia, la vida y la dignidad humana».
Inició sus funciones como dirigente nacional ocupándose de las redes sociales de André Ventura y del partido. En una entrevista con el diario I, mencionó el hecho de haber recibido amenazas de muerte y mensajes de odio. También señaló como sus referentes políticos a la líder del partido Hermanos de Italia, Giorgia Meloni, y a la presidenta de VOX Madrid, Rocío Monasterio. Fue candidata en las elecciones municipales de 2021 por el municipio de Alcochete.
Es el rostro de la juventud del partido, llagando a formar Juventud Chega, tras un primer intento fallido de crear un núcleo juvenil del partido, luego de que comenzara a ser evidente que la estructura estaba siendo copada por jóvenes vinculados a grupos fascistas y neonazis. Desde entonces, vigilan a los jóvenes militantes del partido a través del análisis de las redes sociales, denunciando ante el comité de ética y el consejo de jurisdicción a quienes se desvían de los valores del partido, por ejemplo, mediante la exaltación del holocausto nazi. En entrevista con el diario Observador, señaló que la meta de la juventud es ingresar a las universidades y difundir el mensaje de Chega.
En diciembre de 2021, en conferencia de prensa, André Ventura la invitó a ser la representante de la juventud en las elecciones parlamentarias de 2022. Posteriormente, ocupó el tercer lugar en la lista para la Asamblea de la República por el distrito electoral de Lisboa, siendo por tanto la primera mujer solo por detrás de André Ventura y Rui Paulo Sousa. El 30 de enero resultó electa diputada, convirtiéndose en la miembro más joven de la Asamblea.

## Posturas ideológicas

### Aborto
Está en contra del aborto, y es una activa militante provida.

### Antifeminismo
Se define como antifeminista, al considerar que el feminismo «nos deja cautivas de una narrativa en la que se menosprecia la complementariedad que puede existir entre hombres y mujeres».

### Izquierda y marxismo
En el cuarto congreso de Chega!, criticó a la izquierda, mencionando que Portugal está “amoldado y aprisionado” por “telarañas marxistas”, aplastado por el peso del Estado, con una nueva generación “acomplejada” y adicta a un “cancelamiento de la cultura” que convierte a todos los “hombres blancos y heterosexuales en opresores”.

## Resultados electorales

### Elecciones municipales
| Año  | Municipio  | Votos | Porcentaje      | +/-   | Concejales | +/-   | Resultado |
| ---- | ---------- | ----- | --------------- | ----- | ---------- | ----- | --------- |
| 2021 | Alchochete | 468   | \| \| 5.24 % \| | Nuevo | 0/7        | Nuevo | No electa |
|      | 5.24 %     |       |                 |       |            |       |           |

### Elecciones legislativas
| Año  | Distrito | Votos  | Porcentaje      | +/- | Diputados | +/- | Resultado |
| ---- | -------- | ------ | --------------- | --- | --------- | --- | --------- |
| 2022 | Lisboa   | 91.889 | \| \| 7.77 % \| | 5.7 | 4/48      | 3   | Electa    |
|      | 7.77 %   |        |                 |     |           |     |           |